# День победы в Европе

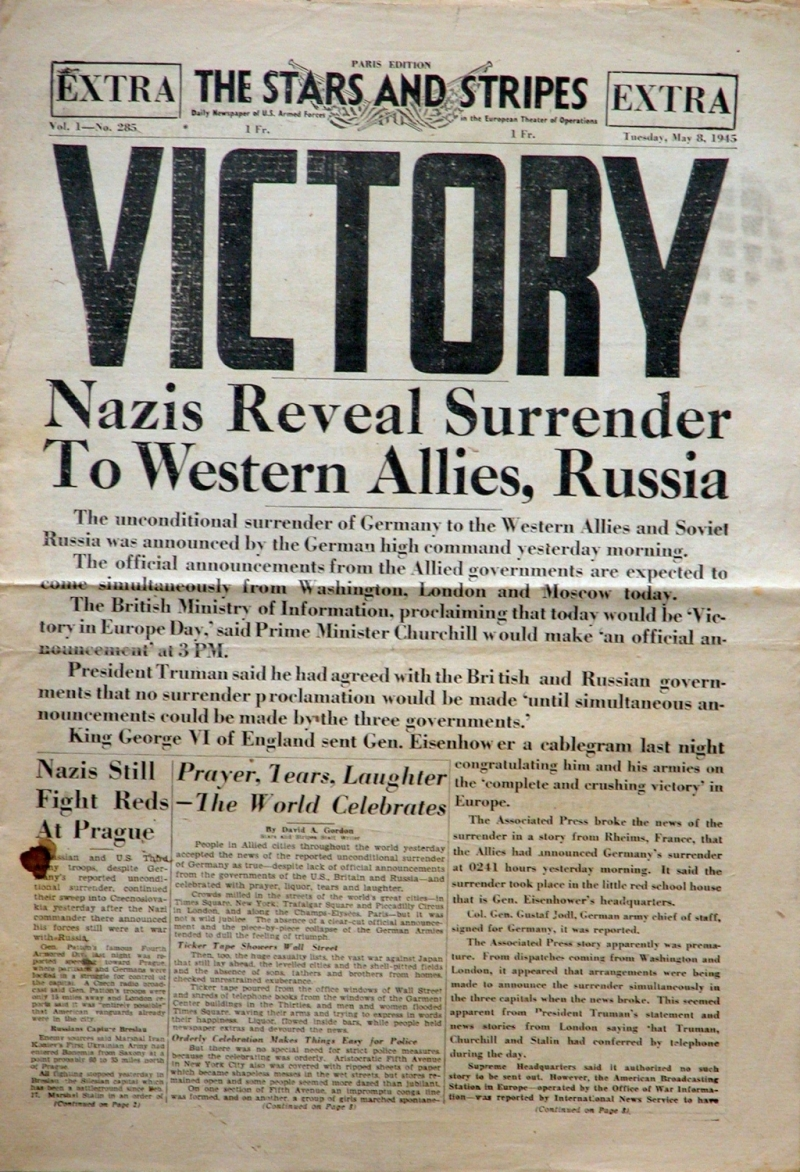
Выпуск газеты Stars and Stripes от 8 мая 1945 года

День Победы в Европе (англ. V-E Day, или Victory in Europe Day) — праздник, во время которого некоторые страны, входившие в состав СССР, а также союзники во Второй мировой войне, такие как США, Великобритания, и большинство стран Западной Европы отмечают день капитуляции Германии и, соответственно, завершения Второй мировой войны в Европе. Официально отмечался только один раз — 8 мая 1945 года.

## История праздника
Термин «VE Day» возник ещё в сентябре 1944 года в ожидании победы над Германией.
30 апреля 1945 года вождь нацистской Германии Адольф Гитлер покончил жизнь самоубийством во время битвы за Берлин. На посту президента и верховного главнокомандующего Германии его сменил Карл Дёниц. Администрация во главе с Дёницем известна как Фленсбургское правительство.
7 мая 1945 года в 02:40 (по среднеевропейскому времени) в Реймсе германский генерал Альфред Йодль подписал Акт капитуляции Германии. Акт о капитуляции приняли: от союзной стороны — генерал Беддел Смит, от СССР — советский генерал-майор Суслопаров (представитель Сталина при союзном командовании). Капитуляция нацистской Германии вступила в силу 8 мая в 23:01 (по среднеевропейскому летнему времени), или 9 мая в 00:01 по московскому времени. 
В этот день, 8 мая 1945 года, во многих городах Европы были проведены широкомасштабные торжества. В Лондоне огромное количество людей собралось на Трафальгарской площади и возле Букингемского дворца, где король Георг VI, принцесса Елизавета и Уинстон Черчилль вышли на балкон и поздравляли людей.
В США президент Гарри Трумэн посвятил победу памяти своего предшественника, умершего менее чем за месяц до победы Франклина Д. Рузвельта, который, по его словам, был предан делу победы в войне. Флаги в США оставались приспущены до 12 мая, когда закончился траур по Рузвельту.

## Две капитуляции

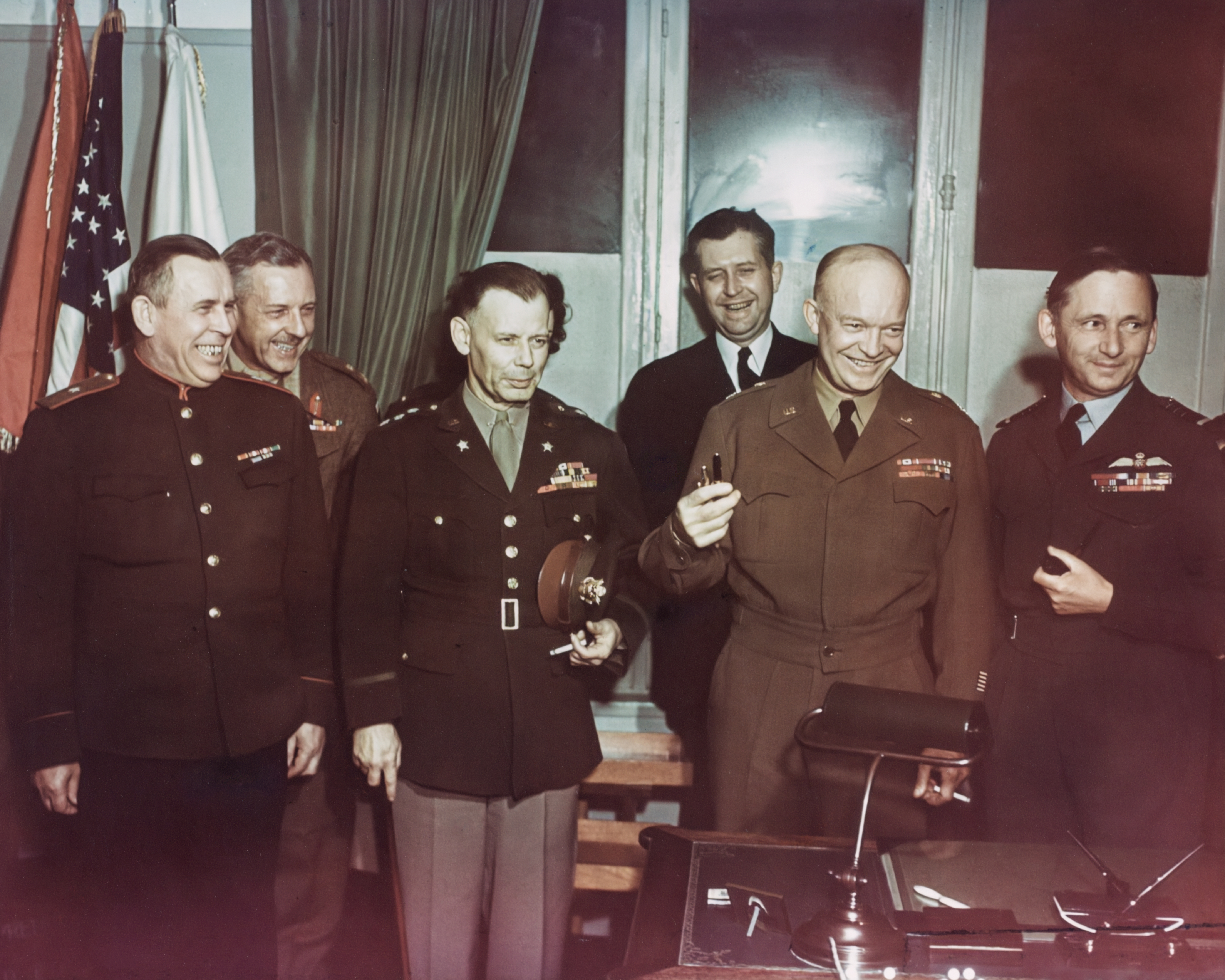
Реймс 7 мая 1945 года

Черчилль 8 мая 1945 года

Акт о капитуляции Третьего рейха, подписанный в Реймсе 7 мая 1945 года, не удовлетворил Сталина, и Суслопаров получил выговор от Верховного главнокомандующего. Глава СССР распорядился, чтобы маршал Жуков принял общую капитуляцию в Берлине от представителей видов вооружённых сил нацистов. 8 мая в 23:43 (по московскому времени) капитуляция была подписана во второй раз, прекращение огня — с 0:01 9 мая. На этот раз она была подписана Жуковым — с советской стороны, а с немецкой её подписал генерал-фельдмаршал В. Кейтель и представители люфтваффе и кригсмарине. Поставили свои подписи под документом и представители США, Великобритании и Франции.
В Советском Союзе первый акт о капитуляции назвали «Предварительный протокол о капитуляции Германии», признав актом о капитуляции документ, подписанный 9 мая в Карлсхорсте под Берлином в здании столовой военно-инженерного училища. Соответственно и День Победы стали праздновать в СССР днём позже (9 мая), чем в других странах антигитлеровской коалиции.